# 吉田研作
吉田研作（よしだ けんさく、1948年8月4日- ）は、日本の英語学・英語教育学者。上智大学名誉教授、公益財団法人日本英語検定協会会長。

## 略歴
京都府生まれ。上智大学外国語学部英語学科卒業。同大学大学院言語学専攻修士課程修了。ミシガン大学大学院博士課程修了。上智大学外国語学部講師、助教授、教授、学部長、特別招聘教授、言語教育研究センター長を歴任。2021年4月より、上智大学名誉教授および公益財団法人日本英語検定協会会長。

## 著書
- 『英語リスニング上達の方法』ジャパンタイムズ 1989
- 『TOEFL受験マニュアル』秀英書房 1993
- 『外国人とわかりあう英語 異文化の壁をこえて』1995 ちくま新書
- 『One up listening : 聞き方の「質」を高めるトレーニング法』ジャパンタイムズ 2002
- 『新しい英語教育へのチャレンジ 小学生から英語を教えるために』くもん出版 2003

### 共編著
- 『スピードリーディング』森田勝之共著 荒竹出版 1985
- 『アクティブ英語リーディング 英文解釈革命・入門講座』森田勝之共著 アルク 1985
- 『英語上達15のメニュー』H.ダグラス・ブラウン共著 ジャパンタイムズ 1990
- 『ジュニアプログレッシブ英和辞典』編 小学館 1997
- 『ジュニアプログレッシブ和英辞典』編 小学館 1999
- 『ジュニアプログレッシブ英和・和英辞典』編 小学館 1999
- 『日本語を活かした英語授業のすすめ』柳瀬和明共著 大修館書店(英語教育21世紀叢書 2003
- 『21年度から取り組む小学校英語 全面実施までにこれだけは』編 教育開発研究所(教職研修総合特集 「新学習指導要領」実践の手引き 2008
- 『外国研究の現在(きょう)と未来(あした)』編 上智大学出版 2010
- 『ベーシックプログレッシブ英和・和英辞典』共編 小学館 2010
- 『読める!!英語リーディング 1駅3分集中! 通勤解速トレーニング』武藤克彦共著 マクミランランゲージハウス 2011
- 『プログレッシブ中学英和辞典』編集主幹 小学館 2014
- 『プログレッシブ中学和英辞典』編集主幹 小学館 2014
- 『プログレッシブ中学英和・和英辞典』編集主幹 小学館 2014
- 『プログレッシブ大人のための英語学習辞典』編 小学館 2015
- 『小学校英語教科化への対応と実践プラン 新学習指導要領ポイントはここ! 時間割・指導・評価・研修…全面実施までにすべきこと』編集 教育開発研究所 2017
- 『小学校新学習指導要領の展開 平成29年版外国語編』編著 明治図書出版 2017

## 論文
- ＜吉田研作